# Bob Todd
Brian Todd, meglio noto come Bob (Faversham, 15 dicembre 1922 – Sussex, 21 ottobre 1992), è stato un attore, comico e personaggio televisivo britannico. È principalmente noto per aver partecipato come spalla negli spettacoli di Benny Hill e Spike Milligan. Per molti anni ha vissuto a Tunbridge Wells, Kent.

## Biografia
Todd nacque a Faversham, nella contea del Kent. Tra le più grandi spalle della commedia televisiva, Todd era noto soprattutto per la sua espressione triste e il suo talento per il genere Slapstick ed era noto tra gli altri attori comici con il soprannome Silly Todd ['todd il ridicolo'].
Prima di lavorare in televisione, Todd studiò per diventare dentista. Allo scoppio della Seconda Guerra Mondiale si arruolò nella Royal Air Force, dove ricoprì il ruolo di ufficiale di rotta di stanza nella base RAF Goxhill,  nella contea di Lincolnshire. Nel Dopoguerra lavorò come allevatore di bestiame, in contemporanea con l'incarico di dirigente ricoperto all'aeroporto di Londra. Tuttavia, l'attività di allevatore si rivelò fallimentare e Todd fu costretto, all'età di 42 anni, ad intraprendere una nuova carriera. Dopo aver incontrato in un pub gli sceneggiatori Ray Galton e Alan Simpson, finse di essere in realtà un attore ed ottenne, nel 1963, la parte di un poliziotto nella serie comica Citizen James, dove recitò al fianco dell'attore Sid James. In seguito, recitò con diversi ruoli nell'opera teatrale The Bed-Sitting Room, scritta dagli autori Spike Milligan e John Antrobus e messa in scena per la prima volta al Mermaid Theatre il 31 gennaio 1963.
Successivamente, Todd recitò anche nel The Dick Emery Show e nel The Mike and Bernie Winters Show, prima di entrare a far parte del cast del The Benny Hill Show nel 1968. Rimase nel cast dello show per circa vent'anni, quando la Thames Television ne interruppe le trasmissioni.
Durante il periodo trascorso al Benny Hill Show, Todd cominciò a manifestare gravi problemi di alcolismo. Dopo aver faticato a recitare a causa del suo stato di ubriachezza in uno spettacolo messo in scena al London Palladium, Todd fu ricoverato all'ospedale di Dublino. Quando l'episodio fu riportato dai media, Benny Hill fu costretto a rimuoverlo dal suo show. Successivamente, tuttavia, il produttore Dennis Kirkland convinse Hill a ripensarci, rimarcando l'importanza che aveva avuto Todd nel Benny Hill Show e il fatto che i suoi problemi con l'alcolismo raramente avevano danneggiato il programma.
L'unico ruolo da protagonista di Bob Todd fu quello dell'addetto alla toilette Dan nella sua serie televisiva del 1972 In for a Penny. Nel 1981 recitò anche nella serie Funny Man assieme a Jimmy Jewel.
Nel corso della sua carriera, Bob Todd ha recitato anche al fianco del grande attore comico britannico Eric Sykes. La prima collaborazione fu quella per lo spettacolo Sykes and a..., in cui interpretò la parte di un uomo dalla faccia triste con la mano incastrata dentro un vaso nell'episodio Sykes and A Bath, andato in onda il 25 gennaio 1961. Nel 1980 Todd recitò invece nel film di Sykes Rhubarb Rhubarb.
Todd è comparso anche come guest star negli spettacoli televisivi di Jim Davidson e di Allan Stewart, recitando successivamente in Q9, spettacolo scritto e diretto da Spike Milligan, e in The Case of the Black Hand, episodio della serie televisiva degli anni Ottanta The Sooty Show, in cui interpretò il ruolo di The Black Hand. Tra i film cinematografici in cui ha lavorato, Todd è ricordato soprattutto per le sue interpretazioni in Carry On Again Doctor del 1969, Mutiny on the Buses del 1972 e Il ritorno dei tre moschettieri del 1989.

## Nella cultura di massa
Bob Todd è citato nella canzone "99% of Gargoyles Look Like Bob Todd" del gruppo rock britannico Half Man Half Biscuit, comparsa nell'album Back in the DHSS del 1985.

## Vita privata
Bob Todd e sua moglie, Monica, hanno avuto una figlia e due figli. È morto nel Sussex all'età di 70 anni.

## Filmografia
- Raising the Wind (1961) - Musicista di strada - Fisarmonicista (non accreditato)
- Postman's Knock (1962) - Sovrintendente distrettuale
- The Intelligence Men (1965) - Poliziotto (non accreditato)
- Milioni che scottano (1968) - Portiere di hotel britannico (non accreditato)
- Carry on Again Doctor (1969) - Paziente con autorespiratore (non accreditato)
- Il marchio di Dracula (1970) - Borgomastro
- She'll Follow You Anywhere (1971) - Venditore di automobili
- Burke & Hare (1972) - Guardiano Campbell
- Mutiny on the Buses (1972) - Nuovo Ispettore
- That's Your Funeral (1972) - Arthur (Necroforo)
- Go for a Take (1972) - Addetto alla sicurezza
- Adolf Hitler - My Part in His Downfall (1973) - Giudice (?)
- Tobia il cane più grande che ci sia (1973) - Il Grande Manzini
- The Flying Sorcerer (1973) - Crabtree (?)
- The Over-Amorous Artist (Just One More Time, 1974) - Postino
- The Best of Benny Hill (1974) - Personaggi vari
- Milady (1974) - Ufficiale del plotone di esecuzione
- Confessions of a Pop Performer (1975) - Signor Barnwell
- A.A.A. A mogli piacenti... tuttofare offresi (The Ups and Downs of a Handyman, 1976) - Squire Bullsworthy
- Come Play with Me (1977) - Parroco
- Rosie Dixon - Night Nurse (1978) - Signor Buchanan
- Le Pétomane (1979) - Il padre di Joseph
- The Sooty Show - The Case of The Black Hand (9 Episodes) (1980)
- Superman III (1983) - Gentiluomo distinto
- The Steam Video Company (1984) - Personaggi vari
- Gabrielle and the Doodleman (1984) - Merlino / Sorella brutta
- Il ritorno dei tre moschettieri (1989) - Alto ufficiale giudiziario